# Can Figueras (Aiguafreda)
Can Figueras és un habitatge del municipi d'Aiguafreda (Osona) inclosa en l'Inventari del Patrimoni Arquitectònic de Catalunya. És una de les diverses cases senyorials que es van construir als anys 1920 al carrer Major, eix de la població.

## Descripció
Edifici entre mitgeres, de planta baixa i pis amb coberta a dos vessants. La façana és d'estructura simètrica i es troba coronada per un ràfec. A la planta baixa hi ha un pòdium de pedra que s'interromp a les obertures. Hi ha una gran finestra a la planta baixa de forma i enreixat de ferro forjat de llenguatge modernista.